# 原仙作
原 仙作（はら せんさく、1908年9月14日 - 1974年7月9日 ）は英語教師、英文学者。旺文社にて編集顧問を務め、大学受験生向けの英語の参考書の著者として活動した。弟は画家の原覚。

## 略歴
長崎県諫早市出身。海星中学校を経て1931年長崎高等商業学校（現在の長崎大学経済学部）を卒業し、日本統治下の朝鮮に渡って龍山公立中学校の教諭となる。終戦直後に米軍政長官付き通訳官兼参謀二課翻訳官を務めたあと、1946年5月に日本へ引き揚げ。旺文社の主幹となり、1948年編集顧問となる。そのかたわら1950年から1956年まで開成高等学校講師、その後は千葉大学工業短期大学部、明治大学、青山学院大学、実践女子短期大学で非常勤講師を務める。代々木ゼミナール講師としても活躍。武蔵野女子大学専任講師を経て、1973年より短期大学部教授に就任するも、肺がんのため1974年7月9日に死去。

## 受験参考書
戦前および戦後においては、その著書『英文標準問題精講』（『原の英標』と呼ばれる。現在までに950万部以上を発行）、『和英標準問題精講』、『英文法問題標準精講』（旺文社）は大学受験生のバイブルとして広く用いられた。開成高等学校にて教鞭をとり、そこでの弟子とされる中原道喜（2015年6月逝去）が同シリーズの補訂を行い、近年シリーズも増やし21世紀においても出版され続けている。大学用教科書には『日本文学英訳演習』（北星堂書店）などがある。また旺文社『螢雪時代』の前身である『受験旬報』では「英語問題の研究」などの記事を執筆した。
『英文標準問題精講』は龍山公立中學校（韓国。当時は日本統治下）で英語教師をしていた昭和8年（1933年）、原仙作が25歳の時に刊行された。なお、1936年（昭和11年）頃の『英文標準問題精講』の定価は1円だった。

## 著書
- 『英文標準問題精講』旺文社 1933
- 『和英標準問題精講』旺文社 1938
- 『米英新語辞典』編 旺文社 1949
- 『英文法標準問題精講』旺文社 1966
- 『和英標準問題精講 原の「和標」 4訂版』中原道喜補訂 旺文社 1981
- 『和英標準問題精講 5訂版』花本金吾改訂 旺文社 1991

### 共著
- 『英語の傾向と対策』片山寛共著 旺文社 1955
- 『英語の傾向と対策 昭和32年版』J.B.ハリス共著 旺文社 1956
- 『英語の傾向と対策 昭和33年度版』黒田巍, J.B.ハリス共著 旺文社 1957
- 『英作・文法の傾向と対策』海江田進, J.B.ハリス共著 旺文社 1958
- 『英文解釈の傾向と対策 昭和34年版』梶木隆一,J.B.ハリス共著 旺文社 1958

## 関連文献
- 『英文標準問題精講』（旺文社） ISBN 4010323310

著名な欧米の作家の小説、評論を題材にしている。
- 『英文法標準問題精講』（旺文社） ISBN 4010323329
- 『和英標準問題精講』（旺文社） ISBN 4010327715
- 『日本国「受験ユーモア」五十五年史』（旺文社） ISBN 4010096012